# 2022年马来西亚
2020年代马来西亚: 2020年马来西亚 / 2021年马来西亚 / 2022年马来西亚 / 2023年马来西亚 / 2024年马来西亚 / 2025年马来西亚 / 2026年马来西亚 / 2027年马来西亚 / 2028年马来西亚 / 2029年马来西亚
2022年是马来西亚独立日为65年，马来西亚日为59年。

## 領導人

### 國家領導
- 最高元首:苏丹阿都拉
- 副最高元首:苏丹纳兹林沙
- 首相:
  - 依斯迈沙比里(至11月24日)
  - 安华·依布拉欣(11月24日起)
- 副首相:阿末扎希和法迪拉·尤索夫(12月3日起)

## 大事纪

### 1月
- 1月22日：因反贪污委员会首席专员阿占峇基持有百万股权丑闻事件被调查机构宣告无罪，在首都吉隆坡引发「逮捕阿占峇基游行集会」[1]。
- 1月24日：高庭宣判前副首相阿末扎希挪用健康思维基金资金案的全部47项罪名表罪成立，扎希必须出庭自辩[2]。

### 3月
- 3月12日：第15届柔佛州选举，国阵赢得40席成功执政柔佛。

### 4月
- 4月13日：高院对华裔女性沈可婷撞死“蚊型脚车”少年案作出最终裁决，改判沈可婷6年监禁，即时服刑[3]。

### 8月
- 8月23日：马来西亚联邦法院驳回前首相纳吉·阿都拉萨上诉，维持12年监禁及罚款2亿1000万令吉的判决，纳吉须即时入狱[4]。（参见：对纳吉·阿都拉萨入狱的反应）

### 11月
- 11月19日：馬來西亞第15屆大選舉行，選後產生馬來西亞第一次懸峙議會。前首相马哈迪·莫哈末也上阵，但败选。
- 11月24日：安華·伊布拉欣受委第10任馬來西亞首相。

## 教育
- 4月8日：拉曼大学学院正式升级为拉曼理工大学[5]。

## 体育
- 2022年亞洲羽毛球團體錦標賽
- 2022年冬季奥林匹克运动会马来西亚代表团
- 2022年英聯邦運動會馬來西亞代表團
- 2022年马来西亚羽毛球公开赛
- 2022年马来西亚羽毛球大师赛

## 天灾意外
- 2019冠状病毒病马来西亚疫情 （2020年至今）
- 2022年怡保PA-28坠机事故
- 2022年峇冬加里土崩

## 逝世

### 2月
- 22日：陈凯希，海鸥集团执行董事主席兼创办人，曾担任马来亚劳工党总秘书，享年85岁。

### 3月
- 10日：慕欣法兹里，前霹雳峇眼色海国会议员（2008年至2013年），享年76岁[6]。

### 4月
- 21日：阿里韩沙，前任马来西亚联邦政府首席秘书（2012年至2018年），在爱尔兰都柏林医院逝世，终年66岁[7]。
- 29日，东姑阿末礼道丁，曾担任马来西亚国防部长、外交部长。病逝，享年94岁[8]。

### 5月
- 13日：黄世忠，前柔佛州议会巴力安尼议员（2004年至2013年），因心脏衰竭在医院逝世，享年75岁[9]。

### 6月
- 18日：阿迪巴诺，马来演艺界天后级歌手兼演员，因患有卵巢癌在吉隆坡鹰阁医院（Gleneagles Kuala Lumpur）病逝，享年51岁[10]。

### 7月
- 5日：S. 苏巴马廉（英语：Subramaniam Sinniah）因罹患脑动脉瘤而去世，享年78岁[11]。
- 31日：卡立依布拉欣，前雪兰莪州务大臣，因心脏瓣膜细菌感染在吉隆坡中央心脏血管医院（Cardiac Vascular Sentral Kuala Lumpur）病逝，享年75岁[12]。

### 8月
- 3日：伍文美，大马羽毛球双打名将，曾三度称霸全英羽毛球公开锦标赛男双项目，因动脉瘤在怡保苏丹后拜润医院（HRPB）逝世，享年84岁[13]。
- 17日：曾敏兴，民主行动党的创党人之一，曾任该党全国主席、永久顾问，8月17日凌晨5時，曾敏興於森美蘭芙蓉家中逝世，享年98歲[14]。
- 18日：杜潘祖丽娜卡欣（Toh Puan Zurina Kassim），马六甲第6任州元首卡里耶谷的夫人，在吉隆坡武吉白沙罗（Bukit Damansara）的住家逝世，享年78岁[15]。
- 22日：阿都哈林·阿都拉曼,  前吉兰丹州彭加兰芝柏伊斯兰党国会议员，享年82歲[16]。

### 9月
- 15日：三美威鲁，前国大党主席，1974年至2008年担任和丰国会议员，并于1983年至1989年和1995年至2008年两次担任马来西亚工程部长，在其吉隆坡住家的睡梦中逝世，享年86岁[17]。

### 11月
- 28日：纳华威阿末，政治人物，前浮罗交怡国会议员，前吉打州议会瓜镇议员。

### 12月
- 1日：阿都哈密帕宛德，78歲，政治人物。第6任玻璃市州務大臣，前後曾任國會議員、上議院院長、下議院副議長。[18]
- 6日：丹斯里阿都阿茲雅辛，90歲，政治人物。前首相慕尤丁兄長。前麻坡國會議席代表，曾任馬來西亞聯邦農業銷售局副主席。[19]
- 12日：郑鸿标，大众银行创办人，92岁。